# ملعب كرة القدم الوطني (المالديف)
ملعب راسمي داندو هو ملعب متعدد الاستخدام يقع في ماليه عاصمة جزر المالديف. غالبا ما يُستخدم لمباريات كرة القدم . يسع الملعب لجلوس 21.850 متفرج . يستضيف الملعب مباريات دوري الدرجة الممتازة وكأس الاتحاد المالديفي ومباريات دولية .